# Amalthée (lune)
Pour les articles homonymes, voir Amalthée.
Amalthée (officiellement Jupiter V Amalthée, internationalement Amalthea) est un satellite naturel de Jupiter.

## Dénomination
Amalthée porte le nom du personnage éponyme de la mythologie grecque. Amalthée était une chèvre (ou une nymphe) qui allaita Zeus (équivalent grec de Jupiter) alors enfant. Cette dénomination fut suggérée par Camille Flammarion.
Ce nom ne fut adopté formellement par l'Union astronomique internationale que le 7 octobre 1975, même s'il fut utilisé de façon informelle pendant des décennies. Avant 1975, Amalthée était communément désigné par Jupiter V.

## Caractéristiques physiques

### Dimensions

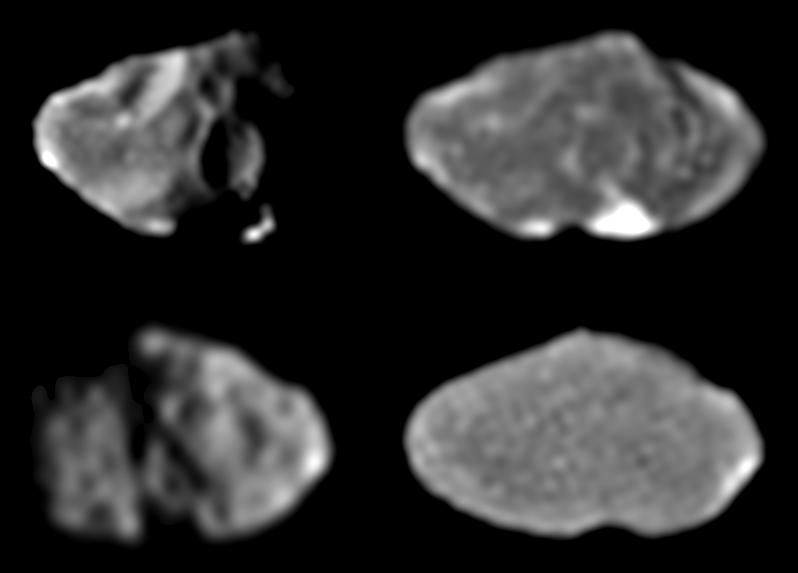
Mosaïque d'images d'Amalthée prises par la sonde Galileo mettant en évidence sa forme irrégulière.

Amalthée est un corps de forme irrégulière, dont la meilleure approximation ellipsoïdale est 250 × 146 × 128 km. Comme toutes les lunes internes de Jupiter, elle est en rotation synchrone, son plus long axe pointé vers Jupiter.
En dehors des quatre lunes galiléennes, Amalthée est le plus grand satellite de Jupiter.

### Surface
La surface d'Amalthée est très rouge (c'est-à-dire que sa réflectivité augmente avec la longueur d'onde depuis le vert vers l'infrarouge). Cette couleur pourrait être causée par du soufre originaire d'Io ou d'un autre matériau non-glacé. Des zones vertes brillantes sont visibles sur les principales pentes d'Amalthée, mais leur nature n'est pas connue.
La surface d'Amalthée est légèrement plus brillante que celle des autres membres du groupe d'Amalthée. Elle présente également une asymétrie substantielle entre l'hémisphère situé dans le sens de sa révolution et celui situé dans le sens opposé : le premier est 1,3 fois plus brillant que le second. Cette asymétrie est probablement causée par une vitesse et une fréquence d'impact plus élevées dans le sens de la révolution, qui excavent du matériau brillant (vraisemblablement de la glace) de l'intérieur du satellite.
Sa surface est fortement cratérisée, certains des cratères étant très grands pour la taille du satellite : Pan, le plus grand cratère, mesure 100 km de diamètre et est profond d'au moins 8 km. Un autre cratère, Gaea, mesure 80 km et est probablement deux fois plus profond que Pan. Amalthée possède deux montagnes proéminentes, Lyctos Facula et Ida Facula, dont la largeur locale atteint 20 km

### Composition interne
Par le passé, la forme irrégulière d'Amalthée et sa grande taille avait amené à la conclusion qu'il s'agissait d'un corps très rigide, dans la mesure où l'on estimait qu'un objet composé de glaces ou d'autres matériaux peu solides prendrait une forme plus sphérique sous l'effet de sa propre gravité. Le 5 novembre 2002, la sonde Galileo réalisa un survol d'Amalthée à 160 km d'altitude et la déviation de sa trajectoire fut utilisée pour calculer la masse du satellite (son volume avait été calculé auparavant, à 10 % près, à partir des images prises par la sonde). Au bout du compte, la masse volumique d'Amalthée fut estimée à 0,86 × 103 kg m−3,, indiquant qu'Amalthée est constitué de glaces, un amoncellement de débris très poreux ou une combinaison des deux. Des observations réalisées par le télescope Subaru suggèrent que le satellite est effectivement glacé. Une telle composition indique qu'Amalthée n'a pas pu se former à sa position actuelle, car le Jupiter primordial et chaud l'aurait fait fondre. Il est probable qu'il se soit formé plus loin, ou qu'il s'agit d'un corps capturé. On peut cependant déplorer qu'aucun cliché d'Amalthée, lors d'un survol aussi rapproché de son sol, n'ait été publié à ce jour (3 mai 2009) alors que presque toutes les vues publiées du 5e satellite jovien manquent de netteté.

### Rayonnement
Amalthée rayonne légèrement plus de chaleur qu'il n'en reçoit du Soleil, ce qui est probablement dû à l'influence du flux de chaleur jovien, à la réflexion de la lumière du Soleil sur Jupiter et à un bombardement de particules chargées. Ce trait est partagé par Io, mais pour des raisons très différentes.

## Orbite
Amalthée orbite Jupiter à la distance de 181 000 km (2,54 rayons joviens). Son orbite est faiblement excentrique (0,003) et inclinée (0,37° par rapport à l'équateur de Jupiter). Ces valeurs, quoique faibles, ne sont pas nulles, ce qui est inhabituel pour un satellite interne et peut être expliqué par l'influence de la lune galiléenne la plus proche, Io : par le passé, Amalthée serait entré plusieurs fois en résonance orbitale avec Io, ce qui aurait excité son inclinaison et son excentricité.

## Anneaux de Jupiter
L'orbite d'Amalthée est très proche du bord externe de l'anneau Gossamer, qui est composé de poussière éjectée du satellite. Du fait de sa faible densité et de sa forme irrégulière, la vitesse de libération aux points les plus proches et éloignés de Jupiter ne dépasse pas 1 m/s et de la poussière peut facilement s'en échapper, par exemple à la suite d'impacts micrométéoriques.
Pendant son survol d'Amalthée, le scanner d'étoile de Galileo détecta neuf flashes qui sembleraient être de petites lunes proches de l'orbite d'Amalthée. Comme elles ne furent observées qu'en un seul endroit, leur distance ne put être mesurée ; leur taille pourrait être comprise entre celle du gravier et du sable. Leur origine est inconnue, mais elles pourraient avoir été capturées sur leur orbite actuelle ou être des ejecta d'un impact sur Amalthée. Pendant sa toute dernière orbite, Galileo détecta d'autres petites lunes. Cependant, Amalthée se trouvait alors de l'autre côté de la planète ; il est probable que ces particules forment un anneau autour de Jupiter à proximité de l'orbite du satellite.

## Toponymie
Comme pour les autres objets du système solaire, la toponymie de la surface d'Amalthée obéit à une nomenclature stricte de la part de l'Union astronomique internationale ; les noms qui lui sont attribués doivent être ceux de personnages ou de lieux associés au mythe d'Amalthée.
En 2007, seuls deux types de terrains d'Amalthée portaient des noms  : deux cratères (Gaea et Pan) et deux faculae (Ida Facula et Lyctos Facula).

## Historique

### Découverte
Amalthée fut découverte le 9 septembre 1892 par l'astronome américain Edward Emerson Barnard à l'aide du télescope de 91 cm de l'observatoire Lick. Ce fut le dernier satellite naturel à être découvert par observation visuelle directe : les suivants, à partir de la lune saturnienne Phœbé en 1899, seront découverts par analyse de plaques photographiques. C'était également le premier satellite de Jupiter à être découvert depuis les lunes galiléennes en 1610.

### Exploration
En 1979 et 1980, les sondes Voyager prirent les premières photographies d'Amalthée permettant de résoudre sa surface. Elle mesurèrent également son spectre visible et infrarouge, ainsi que sa température de surface.
La sonde Galileo compléta les photographies de la surface d'Amalthée et réalisa un survol proche permettant de mieux définir sa masse et sa structure interne.